# Basters
I basters sono un gruppo etnico, diffuso principalmente in Namibia, che ebbe origine dalle unioni tra i coloni boeri e vari popoli africani. Dal punto di vista culturale, i basters sono affini ad altri due gruppi di origine mista dell'Africa del sud: i coloured e i griqua.
Il loro nome deriva dal termine olandese per "bastardo": benché a volte sia considerato dispregiativo, esso viene utilizzato con grande orgoglio dai basters medesimi.

## Storia

Bandiera dei Rehobot Basters.

Il gruppo dei basters si sviluppò nelle terre della Colonia del Capo a seguito dei contatti tra i coloni boeri e le popolazioni indigene (soprattutto donne di etnia nama). Col passare del tempo, l'espansione degli insediamenti bianchi spinse i basters a stanziarsi sempre più a nord, alla ricerca di terre coltivabili. Nel 1868, in particolare, i basters decisero di attraversare il fiume Orange alla volta della Namibia centrale.
Nella nuova terra essi fondarono la "Libera Repubblica di Rehoboth", le cui istituzioni principali erano costituite da un capitano (kaptein), direttamente eletto dal popolo, e da un piccolo parlamento (Volkraad), formato da tre rappresentanti, anch'essi ad elezione diretta.
Al tempo della colonizzazione tedesca della Namibia, i basters decisero di accettare di buon grado il dominio tedesco, almeno sino allo scoppio della prima guerra mondiale, quando scelsero di appoggiare le truppe di occupazione sudafricane.
Da allora, essi fecero diversi tentativi, per lo più fallimentari, di ottenere delle forme di ampia autonomia.
Attualmente i basters (circa 20.000-40.000 individui, vale a dire il 3% della popolazione della Namibia) si concentrano nelle aree attorno a Rehoboth, dove molti di essi si occupano ancora di allevamento e agricoltura.

## Cultura
I basters parlano l'afrikaans e, dal punto di vista culturale, si considerano più bianchi che neri. Praticanti il calvinismo, i basters sono molto religiosi (il loro motto è "Groei in Geloof", vale a dire "crescita nella fede") e vanno fieri del fatto di essere considerati "più olandesi degli stessi olandesi".
Esiste una certa preoccupazione, all'interno della comunità stessa, circa la sopravvivenza dell'identità basters: alcuni, infatti, temono che essa sia minacciata sia dalla dimensione relativamente esigua del gruppo, sia dai rapporti con le altre etnie (resi difficili dal fatto che i basters appoggiarono la colonizzazione tedesca).